# Höganäs (Gemeinde)
Koordinaten: 56° 12′ N, 12° 33′ O

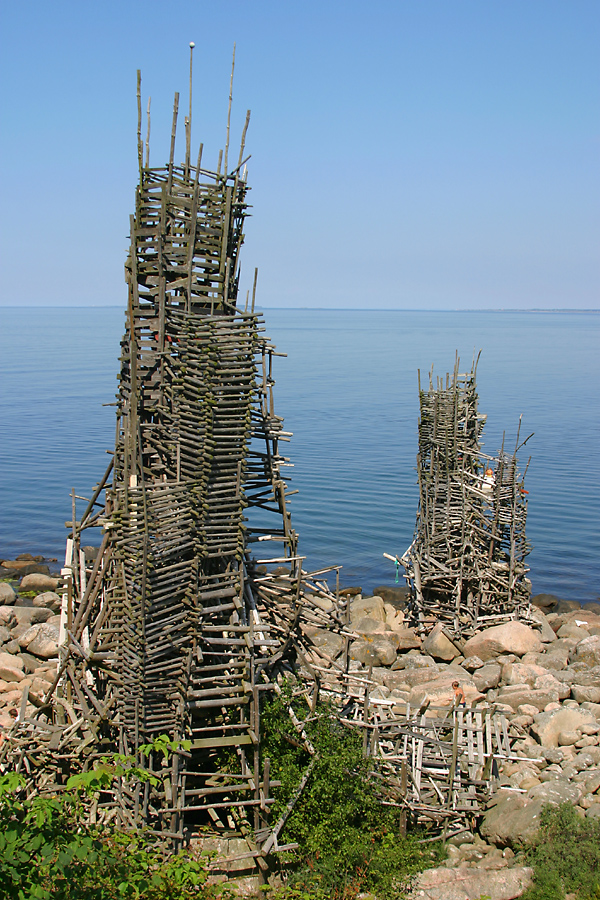
Nimis von Lars Vilks

Höganäs ist eine Gemeinde (schwedisch kommun) in der südschwedischen Provinz Skåne län und der historischen Provinz Schonen. Der Hauptort der Gemeinde ist Höganäs.
Im Gebiet der Gemeinde liegt das Naturschutzgebiet und die Halbinsel Kullen, einer der Gründe für das hohe Fremdenverkehrsaufkommen in dieser Region.

## Orte
Folgende Orte sind Ortschaften (tätorter):
| - Arild - Höganäs - Ingelsträde - Jonstorp | - Mjöhult - Mölle - Viken |

## Sehenswürdigkeiten
Im Naturreservat Kullaberg hat der Künstler Lars Vilks mehrere Kunstwerke errichtet, das bekannteste davon ist Nimis, eine Skulptur aus Treibholz. Daraufhin bekam er Probleme mit dem örtlichen Bauamt, da er nach Ansicht der Behörde für diese Objekte eine Baugenehmigung brauchte. Schließlich rief er aus Protest im Gelände der Kunstwerke seinen eigenen Staat Ladonien aus.

## Städtepartnerschaften
Partnerstädte von Höganäs sind
| - Herlev, Dänemark - Nesodden, Norwegen - Lieto, Finnland | - Seltjarnarnes, Island - Wittstock, Deutschland - Dombóvár, Ungarn |